# Johanna Koning
Johanna Koning (La Haya, Países Bajos, 27 de marzo de 1923-22 de julio de 2006) fue una atleta neerlandesa especializada en la prueba de lanzamiento de jabalina, en la que consiguió ser medallista de bronce europea en 1946.

## Carrera deportiva
En el Campeonato Europeo de Atletismo de 1946 ganó la medalla de bronce en el lanzamiento de jabalina, llegando hasta los 43.24 metros, tras las atletas soviéticas Klavdiya Mayuchaya (oro con 46.25 metros que fue récord de los campeonatos) y Lyudmila Anokhina (plata con 45.84 metros).